# Satyrus bischoffii
Satyrus bischoffii är en fjärilsart som beskrevs av Herrich-Schäffer 1846. Satyrus bischoffii ingår i släktet Satyrus och familjen praktfjärilar. Inga underarter finns listade.